# Marina van Dijk
Marina van Dijk (19 de mayo de 1986) es una deportista neerlandesa que compitió en duatlón. Ganó una medalla de bronce en el Campeonato Europeo de Duatlón de Media Distancia de 2018.

## Palmarés internacional
| Campeonato Europeo | Campeonato Europeo | Campeonato Europeo | Campeonato Europeo |
| Año                | Lugar              | Medalla            | Prueba             |
| ------------------ | ------------------ | ------------------ | ------------------ |
| 2018               | Vejle ( Dinamarca) | Medalla de bronce  | Individual         |